# Onthophagus atricolor
Onthophagus atricolor là một loài bọ cánh cứng trong họ Bọ hung (Scarabaeidae).